# ضواحة
ضَوَّاحَة (الاسم العلمي: Haliotinella)، جنس حيوانات بحرية من الرخويات بطنقدميات وفصيلة حلزونات قمرية.

## الأنواع
يشمل الجنس الضواحة نوعين:
- Haliotinella montrouzieri Souverbie, 1875
- Haliotinella patinaria[2]

## روابط خارجية
- Souverbie [S.-M.] & Montrouzier [X.]. (1875). Descriptions d'espèces nouvelles de l'archipel calédonien. Journal de Conchyliologie. 23(1): 33-44, pl. 4